# Aderaeon nigellum
Aderaeon nigellum är en stekelart som först beskrevs av Henry Keith Townes, Jr. och Gupta 1992.  Aderaeon nigellum ingår i släktet Aderaeon och familjen brokparasitsteklar. Inga underarter finns listade i Catalogue of Life.